# Cithaerias rubina
Cithaerias rubina är en fjärilsart som beskrevs av Anton Heinrich Fassl 1922. Cithaerias rubina ingår i släktet Cithaerias och familjen praktfjärilar. Inga underarter finns listade i Catalogue of Life.